# إراس 08544−4431
IRAS 08544-4431 هو نظام ثنائي يحتوي على عملاق مقارب (نجم ضخم في أطواره الأولى) موجود في كوكبة فيلا.

## الثنائية

حلقة الغبار حول IRAS 08544-4431

في عام 2003  كان النجم (إي آر آس 08544-4431) كان يدرس كنجم اعتيادي حين اكتشف أنه نجم ثنائي حيث تمت ملاحظة شعاعي السرعة المختلفين .الأولى هي للنجم المضيء F3 والمحاط بحلقة غبارية ، والثاني للنجم غير المرئي وهو الأقل ضخمة.
نجمي نظام IRAS 08544-4431 يدوارن حول بعضهما كل 499 يوم في العموم في مدار يعتبر غريب نسبة لمدارات النجوم الثنائية.ومن المتوقع أن نصف قطر المحور الأكبر هو 0.32 فرسخ كوني, ولكن ميل المدار غير معروف حتى الآن ولكن يعتقد أنه كبير جداً

## نابضية النجم
يصنف النجم على أنه من نوع  RV ، وهي نوع من النجوم النابضة التي تدور بالتناوب بين حالتين عليا ودنيا . كما ويظهر IRAS تغيرات بطيئة في السعة من دورة إلى أخرى على مدى ما يقرب من 1600 يوم وهذه ميزة النجوم من نوع النابضة RV .وتبلغ سعة التردد القصوى فقط 0.18 .

## حلقة الغبار